# Hades Almighty
Hades Almighty – blackmetalowy zespół muzyczny pochodzący z Bergen w Norwegii. Został założony w 1992 r., początkowo zespół funkcjonował pod nazwą Hades, aż do roku 1998, kiedy nazwę zmieniono. Założycielami zespołu byli, były gitarzysta zespołu Immortal Jørn Inge Tunsberg i perkusista Remi Andersen, z czasem do zespołu dołączył basista Janto Garmanslund i drugi gitarzysta zespołu Wilhelm Nagel. 
Swoje pierwsze demo pt. Alone Walkyng zespół nagrał w 1993 roku przy współpracy z Erikiem Hundvinem w Grieghallen Studios. Jeszcze tego samego roku gitarzysta Jørn Inge Tunsberg został skazany wraz z Vargiem Vikernesem twórcą zespołu Burzum, na karę więzienia za spalenie kościoła Åsane w Bergen. Po wydaniu albumu demo, zespół podpisał kontrakt wydawniczy z amerykańską wytwórnią muzyczna Full Moon Productions i nagrał na przełomie czerwca i lipca 1994 roku swój pierwszy album studyjny ...Again Shall Be, wkrótce po wydaniu albumu zespół opuścił Wilhelm Nagel, a zastąpił go Stig Hagenes.
W 1996 roku w czasie nagrywania drugiego albumu studyjnego pt. The Dawn of the Dying Sun wydanego w 1997 roku ponownie przez Full Moon Productions, zespół wydał swój pierwszy split ze szwedzkim zespołem muzycznym Katatonia, na którym ukazały się utwory pierwotnie wydane na albumie demo Alone Walkyng. W latach 1997–1998 zespół odbył kilka tras koncertowych promujących album The Dawn of the Dying Sun m.in.: w Europie, Meksyku i Stanach Zjednoczonych.
W 1998 roku muzycy zostali zmuszeni do zmiany nazwy zespołu na obecną w związku z roszczeniami do nazwy Hades innego zespołu o tej samej nazwie, wkrótce po tym zespół rozpoczął pracę nad nowym albumem, w międzyczasie zagrał na kilku ważnych koncertach m.in.: na Wacken Open Air w Niemczech. 
We wrześniu 1998 roku zespół po podpisaniu kontraktu z wytwórniami muzycznymi Hammerheart Records i Nuclear Blast nagrał w Prolog Studios w Dortmundzie, w Niemczech swój trzeci album studyjny pt. Millenium Nocturne. Po jego wydaniu w 1999 roku, zespół ruszył we wspólne trasy koncertowe po Europie z zespołami: Immortal, oraz brytyjską grupą Benediction, zespół odbył także trasę koncertową z zespołami Primordial i Mayhem po krajach Beneluxu. W 2001 roku zespół nagrał czwarty i jak na razie ostatni w swojej karierze album studyjny pt. The Pulse of Decay wydany przez Psycho Bitch Records.

## Dyskografia
Albumy studyjne
- ...Again Shall Be (1994, jako Hades)
- The Dawn of the Dying Sun (1997, jako Hades)
- Millenium Nocturne (1999)
- The Pulse of Decay (2001)

Splity
- Katatonia / Hades (1996)

Dema
- Alone Walkyng (1993)